# Olympische Winterspiele 2010/Teilnehmer (Kasachstan)
| Gelbes Symbol für Goldmedaillen mit stilisierten Olympischen Ringen | Graues Symbol für Silbermedaillen mit stilisierten Olympischen Ringen | Braundes Symbol für Bronzemedaillen mit stilisierten Olympischen Ringen |
| ------------------------------------------------------------------- | --------------------------------------------------------------------- | ----------------------------------------------------------------------- |
| —                                                                   | 1                                                                     | —                                                                       |

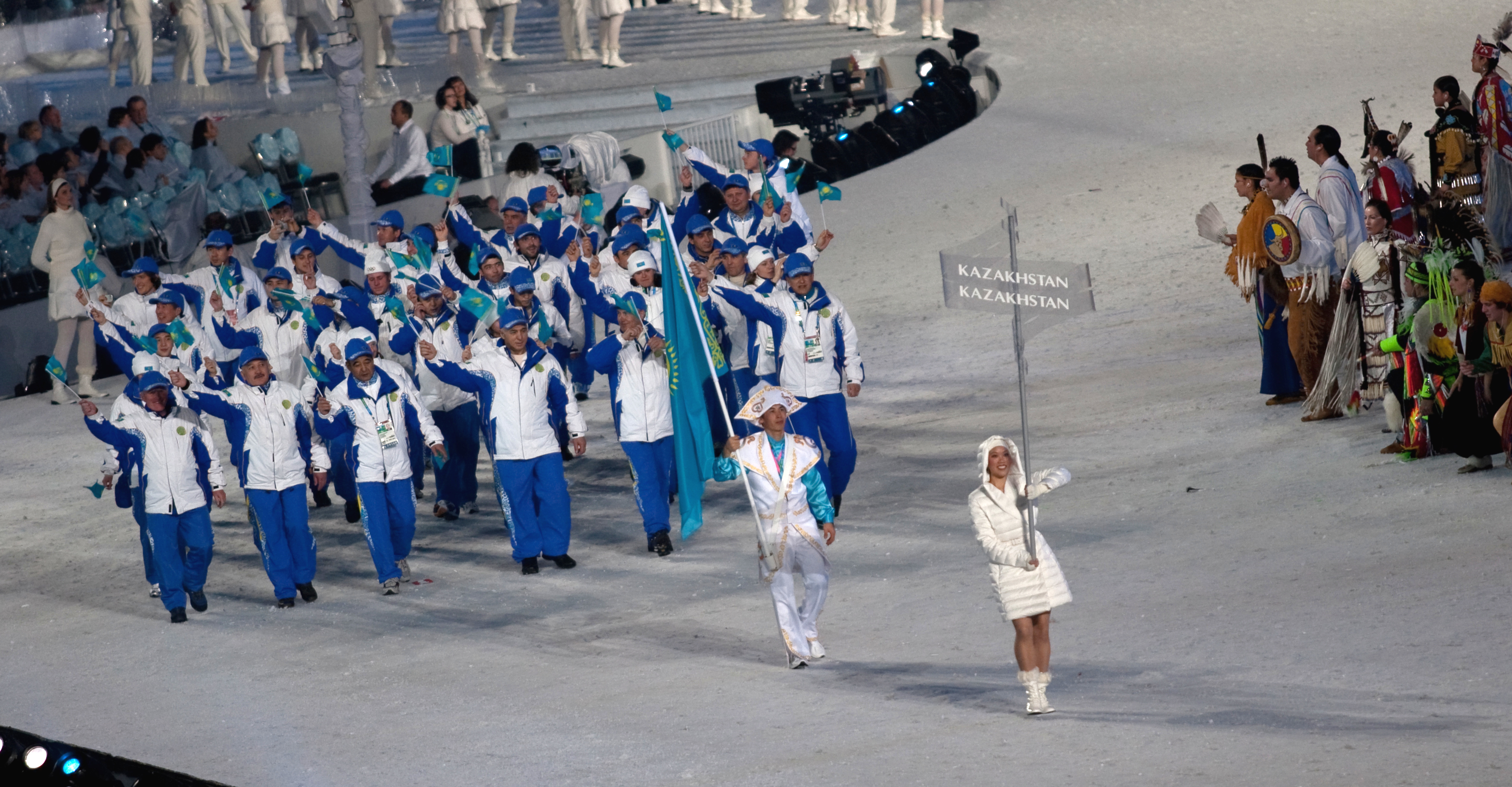
Der Flaggenträger Dias Keneschow mit den kasachischen Sportlern bei der Eröffnungsfeier

Kasachstan nahm an den Olympischen Winterspielen 2010 im kanadischen Vancouver mit 39 Sportlern in acht Sportarten teil.

## Flaggenträger
Bei der Eröffnungsfeier trug der Biathlet Dias Keneschow die Flagge Kasachstans.

## Medaillenspiegel
| Rang | Sportart |   |   |   | Gesamt |
| ---- | -------- | - | - | - | ------ |
| 1    | Biathlon | 0 | 1 | 0 | 1      |

## Medaillengewinner

### Silber
| Name                | Sportart | Wettkampf |
| ------------------- | -------- | --------- |
| Jelena Chrustaljowa | Biathlon | Einzel    |

## Teilnehmer nach Sportarten

### Biathlon
| Athleten                                                             | Wettbewerbe         | Zeit        | Fehler         | Rang   |
| -------------------------------------------------------------------- | ------------------- | ----------- | -------------- | ------ |
| Frauen                                                               |                     |             |                |        |
| Jelena Chrustaljowa                                                  | 7,5 km Sprint       | 20:20,4 min | 0 (0+0)        | 5      |
| Jelena Chrustaljowa                                                  | 10 km Verfolgung    | 31:42,1 min | 3 (1+0+1+1)    | 10     |
| Jelena Chrustaljowa                                                  | 12,5 km Massenstart | 39:01,3 min | 5 (2+2+1+0)    | 26     |
| Jelena Chrustaljowa                                                  | 15 km Einzel        | 41:13,5 min | 1 (0+0+0+0)    | Silber |
| Anna Lebedewa                                                        | 7,5 km Sprint       | 22:15,1 min | 2 (0+2)        | 51     |
| Anna Lebedewa                                                        | 10 km Verfolgung    | 34:49,8 min | 2 (0+1+0+1)    | 43     |
| Marina Lebedewa                                                      | 7,5 km Sprint       | 22:27,0 min | 1 (0+1)        | 57     |
| Marina Lebedewa                                                      | 10 km Verfolgung    | LAP         | 5 (1+2+2)      | DNF    |
| Ljubow Filimonowa                                                    | 7,5 km Sprint       | 22:44,4 min | 2 (1+1)        | 66     |
| Jelena Chrustaljowa Anna Lebedewa Ljubow Filimonowa Marina Lebedewa  | 4 × 6 km Staffel    | 1:13:42,9 h | 0+9 (0+4 0+5)  | 13     |
| Männer                                                               |                     |             |                |        |
| Jan Sawizki                                                          | 10 km Sprint        | 26:35,2 min | 1 (1+0)        | 39     |
| Jan Sawizki                                                          | 12,5 km Verfolgung  | 35:49,6 min | 1 (0+0+1+0)    | 27     |
| Jan Sawizki                                                          | 20 km Einzel        | 55:07,3 min | 5 (0+1+2+2)    | 64     |
| Alexander Tscherwjakow                                               | 10 km Sprint        | 27:09,9 min | 3 (1+2)        | 51     |
| Alexander Tscherwjakow                                               | 12,5 km Verfolgung  | 37:30,5 min | 3 (1+0+1+1)    | 49     |
| Alexander Tscherwjakow                                               | 20 km Einzel        | 53:53,1 min | 4 (0+0+0+4)    | 50     |
| Dias Keneschow                                                       | 10 km Sprint        | 28:04,6 min | 1 (0+1)        | 72     |
| Dias Keneschow                                                       | 20 km Einzel        | 56:27,0 min | 4 (1+0+0+3)    | 72     |
| Nikolai Braitschenko                                                 | 10 km Sprint        | 28:52,0 min | 3 (1+2)        | 84     |
| Alexander Trifonow                                                   | 20 km Einzel        | 55:53,1 min | 4 (2+1+1+0)    | 69     |
| Alexander Tscherwjakow Jan Sawizki Dias Keneschow Alexander Trifonow | 4 × 7,5 km Staffel  | 1:30:31,1 h | 4+13 (2+6 2+7) | 18     |

### Eiskunstlauf
| Athleten            | Wettbewerbe | Kurzprogramm/-tanz | Kür/Kürtanz | Gesamt | Gesamt |
| Athleten            | Wettbewerbe | Rang               | Rang        | Punkte | Rang   |
| ------------------- | ----------- | ------------------ | ----------- | ------ | ------ |
| Männer              |             |                    |             |        |        |
| Denis Ten           | Einzel      | 10                 | 14          | 211,25 | 11     |
| Absal Rachimgalijew | Einzel      | 26                 | -           | 55,85  | 26     |

### Eisschnelllauf
| Athleten          | Wettbewerbe | Zeit        | Rang |
| ----------------- | ----------- | ----------- | ---- |
| Männer            |             |             |      |
| Roman Kretsch     | 500 m       | 72,53 s     | 34   |
| Roman Kretsch     | 1000 m      | 1:11,27 min | 28   |
| Denis Kusin       | 1000 m      | 1:10,88 min | 23   |
| Denis Kusin       | 1500 m      | 1:49,05 min | 23   |
| Dimitri Babenko   | 5000 m      | 6:31,19 min | 15   |
| Frauen            |             |             |      |
| Jekaterina Aidowa | 500 m       | 78,140 s    | 18   |
| Jekaterina Aidowa | 1000 m      | 1:17,85 min | 16   |
| Jekaterina Aidowa | 1500 m      | 2:02,81 min | 29   |

### Freestyle-Skiing
| Athleten           | Wettbewerbe | Wettkampf | Wettkampf |
| Athleten           | Wettbewerbe | Punkte    | Rang      |
| ------------------ | ----------- | --------- | --------- |
| Frauen             |             |           |           |
| Schibek Arapbajewa | Aerials     | 86,98     | 23        |
| Julija Galyschewa  | Buckelpiste | 22,17     | 11        |
| Darja Rybalowa     | Buckelpiste | 20,85     | 14        |
| Julija Rodionowa   | Buckelpiste | 20,73     | 22        |
| Männer             |             |           |           |
| Dmitri Reicherd    | Buckelpiste | 19,23     | 18        |
| Dmitri Barmaschow  | Buckelpiste | 11,56     | 29        |

### Shorttrack
| Athlet           | Wettbewerb | Vorlauf      | Vorlauf | Viertelfinale | Viertelfinale | Halbfinale    | Halbfinale    | Finale        | Finale        | Gesamt        |
| Athlet           | Wettbewerb | Zeit         | Rang    | Zeit          | Rang          | Zeit          | Rang          | Zeit          | Rang          | Rang          |
| ---------------- | ---------- | ------------ | ------- | ------------- | ------------- | ------------- | ------------- | ------------- | ------------- | ------------- |
| Männer           |            |              |         |               |               |               |               |               |               |               |
| Aidar Beqschanow | 500 m      | DSQ          | DSQ     | DSQ           | DSQ           | DSQ           | DSQ           | DSQ           | DSQ           | DSQ           |
| Aidar Beqschanow | 1000 m     | 1:26,536 min | 4       | ausgeschieden | ausgeschieden | ausgeschieden | ausgeschieden | ausgeschieden | ausgeschieden | ausgeschieden |

### Ski Alpin
| Athleten          | Wettbewerbe  | 1. Lauf     | 2. Lauf       | Gesamt        | Gesamt        |
| Athleten          | Wettbewerbe  | Zeit        | Zeit          | Zeit          | Rang          |
| ----------------- | ------------ | ----------- | ------------- | ------------- | ------------- |
| Männer            |              |             |               |               |               |
| Igor Sakurdajew   | Abfahrt      | −           | −             | 1:59,80 min   | 50            |
| Igor Sakurdajew   | Super-G      | −           | −             | 1:36,97 min   | 43            |
| Igor Sakurdajew   | Kombination  | 1:58,95 min | 57,25 s       | 2:56,20 min   | 33            |
| Igor Sakurdajew   | Riesenslalom | 1:24,50 min | 1:26,86 min   | 2:51,36 min   | 51            |
| Igor Sakurdajew   | Slalom       | 54,41 s     | 58,40 s       | 1:52,81 min   | 38            |
| Frauen            |              |             |               |               |               |
| Ljudmila Fedotowa | Abfahrt      | −           | −             | 2:01,58 min   | 36            |
| Ljudmila Fedotowa | Super-G      | −           | −             | 1:31,43 min   | 38            |
| Ljudmila Fedotowa | Riesenslalom | DNF         | ausgeschieden | ausgeschieden | ausgeschieden |

### Skilanglauf
| Männer - Jewgeni Koschewoi - Alexei Poltoranin 50 km Massenstart (klassisch): 27. Platz - Nikolai Tschebotko - Sergei Tscherepanow 50 km Massenstart (klassisch): nicht angetreten - Jewgeni Welitschko 50 km Massenstart (klassisch): 39. Platz | Frauen - Jelena Antonowa - Oxana Jatskaja - Jelena Kolomina - Swetlana Malahowa-Schischkina - Marina Matrossowa - Tatjana Roschina |

### Skispringen
| Athleten         | Wettbewerbe   | Qualifikation | Qualifikation | Qualifikation | 1. Durchgang  | 1. Durchgang  | 1. Durchgang  | 2. Durchgang  | 2. Durchgang  | 2. Durchgang  | Gesamt        | Gesamt        |
| Athleten         | Wettbewerbe   | Weite         | Punkte        | Rang          | Weite         | Punkte        | Rang          | Weite         | Punkte        | Rang          | Punkte        | Rang          |
| ---------------- | ------------- | ------------- | ------------- | ------------- | ------------- | ------------- | ------------- | ------------- | ------------- | ------------- | ------------- | ------------- |
| Männer           |               |               |               |               |               |               |               |               |               |               |               |               |
| Nikolai Karpenko | Normalschanze | 97 m          | 114,5         | 31            | 96 m          | 113,0         | 30            | 97 m          | 116,0         | 25            | 229,0         | 29            |
| Nikolai Karpenko | Großschanze   | 119 m         | 100,2         | 41            | ausgeschieden | ausgeschieden | ausgeschieden | ausgeschieden | ausgeschieden | ausgeschieden | ausgeschieden | ausgeschieden |
| Alexei Koroljow  | Normalschanze | 97 m          | 116,0         | 29            | 93 m          | 105,0         | 44            | ausgeschieden | ausgeschieden | ausgeschieden | 105,0         | 44            |
| Alexei Koroljow  | Großschanze   | 123,5 m       | 109,3         | 32            | 108,5 m       | 79,8          | 39            | ausgeschieden | ausgeschieden | ausgeschieden | 79,8          | 39            |